# Alexandre Rediger
Alexandre Fedorovitch Rediger (en russe : Александр Фёдорович Ре́дигер), aussi orthographié Alexandre Fiodorovitch Rüdiger, né le 31 décembre 1853 à Novgorod, décédé le 26 janvier 1920 à Sébastopol, était un général et homme politique russe. Il fut ministre de la Guerre du 21 juin 1905 au 11 mars 1909.

## Biographie
Alexandre Rediger, descend d'une famille aristocratique de Livonie d'origine germano-balte (orthographiée donc à l'allemande von Rüdiger ou Roediger). Le dernier patriarche de Moscou, Alexis II, était né von Rüdiger.
Son père, Fedor, était lieutenant-général. Alexandre étudia au corps de cadets du grand-duché de Finlande et, à partir de 1870, au corps des Pages, auprès de la Cour impériale. En 1872, après avoir été Kammerpage, il fut nommé lieutenant au sein du prestigieux régiment de Semionovsky de la Garde impériale. En 1876, il sortit diplômé de l'Académie de l'État-major général Nicolas (nommée en l'honneur de Nicolas Ier, et renommée à partir de 1909 Académie impériale militaire Nicolas), située aussi à Saint-Pétersbourg et peu après participa à la guerre russo-turque de 1877-1878.
À la fin de la guerre, il devint professeur à l'Académie Nicolas, et ses capacités d'administrateur furent reconnues en haut-lieu. Il devint donc conseiller du ministre de la Guerre de Bulgarie. La Bulgarie était alors un jeune État autonome depuis le traité de San Stefano et le traité de Berlin, mais encore vassal de jure de la Turquie. Rediger y servit de 1882 à 1884, sous le gouvernement d'Alexandre de Battenberg, devenu prince de Bulgarie avec l'appui des Autrichiens. La politique de l'empereur Alexandre III de Russie était alors de rapprocher la Bulgarie de la Russie, au détriment de l'Autriche-Hongrie qui concurrençait la Russie dans les Balkans. Un coup d'État fut finalement fomenté en 1886, par des nationalistes aidés par la Russie, pour chasser le prince et le remplacer par Ferdinand de Saxe-Cobourg-Gotha.
Alexandre Rediger revint ensuite enseigner à l'Académie Nicolas.
Il fut nommé général-major en 1893, puis de 1897 à 1905 servit à la chancellerie du ministère de la Guerre, dont il prendra la direction par la suite.
En juin 1905, il fut nommé ministre de la Guerre par Nicolas II, après la désastreuse guerre russo-japonaise qui avait révélé les faiblesses de l'organisation de l'armée impériale russe. Lorsqu'il démissionna, en mars 1909, il sera élevé au grade de général d'infanterie, tout en demeurant membre du Conseil d'État.
À la révolution d'Octobre, il s'enfuit, avec sa seconde épouse Olga Ivanovna von Rüdiger, en Ukraine, alors territoire de l'armée blanche, dans le village de Tcherevki où se trouvait l'ancien domaine de son beau-père, le général Kholchtchevnikov. Ce domaine se situait dans l'ancien gouvernement de Poltava, près de la ville de Pereïaslav.
Il mourut d'une attaque au cerveau à Sébastopol, le 26 janvier 1920, alors que la Crimée se trouvait en pleine guerre civile, prise et reprise par les Rouges ou les Blancs tour à tour.
Il écrivit ses Mémoires en 1917-1918 qui ne furent publiées en russe qu'en 1999.

## Sources
- (ru) Cet article est partiellement ou en totalité issu de l’article de Wikipédia en russe intitulé « Редигер, Александр Фёдорович » (voir la liste des auteurs).